# Draeculacephala producta
Draeculacephala producta är en insektsart som beskrevs av Walker 1851. Draeculacephala producta ingår i släktet Draeculacephala och familjen dvärgstritar. Inga underarter finns listade i Catalogue of Life.